# Chrysacris robusta
Chrysacris robusta är en insektsart som beskrevs av Yong Shan Lian och Z. Zheng 1987. Chrysacris robusta ingår i släktet Chrysacris och familjen gräshoppor. Inga underarter finns listade i Catalogue of Life.